# Параїба-ду-Сул
Параїба-ду-Сул (порт. Rio Paraíba do Sul) або просто Параїба — річка на південному сході Бразилії.